# Дракула (испаноезичен филм, 1931)
„Дракула“ (на испански: Drácula) е испаноезичен филм на ужасите от 1931 г. на режисьора Джордж Мелфорд и е алтернативна версия на оригиналния филм „Дракула“. Филмът е базиран на едноименния роман, написан от Брам Стокър, както и едноименната пиеса, написана от Хамилтън Дийн и Джон Л. Балдерстон. В алтернативната версия на испански език участват Карлос Вилариас, Лупита Товар, Бари Нортън и Едуардо Арозамена.
„Дракула“ е част от опитите за холивудските студия, които да създават филми за чуждоезичната публика. „Юнивърсъл“ се фокусира да разработва испаноезичните филми за чуждия пазар. Снимките започват на 10 октомври 1930 г., където е заснет на същите места като в оригиналната версия, режисирана от Тод Браунинг.
Премиерата на филма излиза в Хавана, Куба на 11 март 1931 г., в Ню Йорк на 24 април, и Лос Анджелис на 8 май, и е разпространен от „Юнивърсъл Пикчърс“.

## Актьорски състав
- Карлос Вилариас – Граф Дракула[4]
- Лупита Товар – Ева Сеуърд
- Бари Нортън – Хуан Харкър
- Пабло Алварез Рубио – Ренфийлд
- Едуардо Арозамена – Ван Хелсинг
- Хосе Сориано Виоска – Доктор Сеуърд
- Кармен Гуеро – Лучия
- Амелия Сенистера – Марта
- Мануел Арбо – Мартин